# Okinawa
Le isole Okinawa (沖縄諸島?, Okinawa Shotō) formano il gruppo principale dell'arcipelago giapponese delle Ryūkyū (1485 km²) e comprendono l'omonima isola e altre minori. Fanno parte della prefettura di Okinawa, estesa su 2 265 km² con 1 345 000 abitanti nel 2003, il cui capoluogo è Naha. L'isola è una cosiddetta zona blu.
Tra i mesi di marzo e giugno del 1945 le isole furono teatro della sanguinosa battaglia di Okinawa, tra le forze statunitensi e quelle giapponesi durante la seconda guerra mondiale.
Da Okinawa proviene la famosa arte marziale del karate, creatosi in seguito alla fusione delle arti marziali cinesi con l'Okinawa-te (all'epoca suddiviso in Naha-te, Shuri-te e Tomari-te).

## Geografia e clima
L'isola di Okinawa, la più grande dell'arcipelago, è la 287ª isola per estensione al mondo.
Il clima subtropicale di queste isole sostiene una densa foresta pluviale, mantenuta dalla stagione dei monsoni che si verifica nella tarda primavera.

### Suddivisione geografica delle isole
Le isole di Okinawa sono abitualmente divise in tre gruppi: oltre al gruppo delle isole di Okinawa propriamente dette, vengono considerate parte del gruppo anche le isole Kerama e le Daito.

## Suddivisione amministrativa del territorio
L'isola di Okinawa comprende 9 municipalità (市町村区?, shichōsonku) che hanno acquisito lo status di città (市?, shi). Le altre municipalità della prefettura, le cittadine (町?, chō oppure machi) ed i villaggi (村?, mura o anche son) formano 3 distretti (郡?, gun). Nelle liste che seguono, i nomi in lingua di Okinawa sono riportati tra parentesi.

### Città
- Ginowa 宜野湾市 (Jinoon)
- Nago 名護 (Nagu)
- Naha 那覇 (Naafa), il capoluogo della prefettura
- Itoman 糸満市 (Ichuman)
- Nanjō 南城市 (Nanjoo)
- Okinawa 沖縄市 (Uchinaa)
- Tomigusuku 豊見城市 (Timigushiku)
- Urasoe 浦添市 (Urashii)
- Uruma うるま市 (Uruma)

### Cittadine e villaggi
Di seguito la lista delle cittadine e dei villaggi delle isole, suddivise secondo i distretti di appartenenza.
- Distretto di Kunigami (Kunjan)
  - Ginoza (Jinuja)
  - Higashi (Agarijima)
  - Ie (Iijima)
  - Kin (Chin)
  - Kunigami (Kunjan)
  - Motobu (Mutubu)
  - Nakijin (Nachijin)
  - Onna (Unna)
  - Ōgimi (Ujimi)

- Distretto di Nakagami (Nakajan)
  - Chatan (Chatan)
  - Kadena (Kadina)
  - Kitanakagusuku (Kitanakagusuku)
  - Nakagusuku (Nakagushiku)
  - Nishihara (Nakagushiku)
  - Yomitan (Yuntan)

- Distretto di Shimajiri (Shimajiri)
  - Aguni (Aguni)
  - Haebaru (Feebaru)
  - Iheya (Ihyaa)
  - Izena (Ijina)
  - Kitadaitō (Ufuagarijima)
  - Kumejima (Kumijima)
  - Minamidaitō (Minamidaitō)
  - Tokashiki (Tukashichi)
  - Tonaki (Tunachi)
  - Yaese (Yaese)
  - Yonabaru (Yunabaru)
  - Zamami (Jamami)

## Storia

### Regno delle Ryūkyū
Fino al 1300 Okinawa era uno Stato indipendente, retto da una monarchia. Tra il Trecento e l'Ottocento doveva pagare particolari tributi alla Cina pur rimanendo di fatto uno Stato sovrano fino alle invasioni del 1609 da parte del clan Shimazu. Nel 1879 fu annessa al Giappone.
Il 1º aprile 1945 gli Alleati sbarcarono sulla sua costa occidentale e diedero inizio all'ultima spedizione militare in Giappone, che fu molto cruenta. Dopo oltre due mesi e mezzo di lotte gli statunitensi ebbero la meglio sui giapponesi, e come conseguenza l'isola passò sotto il loro protettorato sino al 1972. Nel 1972 gli Stati Uniti, con grande disappunto della popolazione locale, restituirono l'arcipelago al Giappone invece di restituirgli l'indipendenza.
Ancora oggi a Okinawa vi è un'importante presenza militare americana.
Nella capitale di Okinawa, Naha, nacque l'arte marziale del Naha-te, mentre in due attuali sobborghi di Naha, Shuri e Tomari, nacquero rispettivamente l'arte del Shuri-te e del Tomari-te. Tutte e tre queste arti marziali gettarono le basi per la nascita del karate.
Okinawa basa la propria economia principalmente sul turismo, in gran parte proveniente dal resto del Giappone, essendo un'isola tropicale con spiagge bellissime e una barriera corallina integra.

### Battaglia di Okinawa, 1945
Durante la seconda guerra mondiale per gli americani Okinawa era il coronamento di quasi quattro anni di guerra nel Pacifico e per i giapponesi l'ultima battaglia prima dell'invasione della madre patria. Per 80 giorni infuriò una battaglia nella quale si mostrarono tenacia, fanatismo e disperazione. Uno dei dati più impressionanti fu il numero delle missioni suicide giapponesi, che ammontarono a 1900.

### Presenza militare statunitense
Nella Seconda guerra mondiale fu ucciso un quarto della popolazione locale.
Nel 1959 un aereo da combattimento USA si abbatté sulla scuola di Miyamori, a Okinawa, uccidendo diversi bambini.
Esiste un forte movimento di opposizione tra la popolazione giapponese locale contro la massiccia presenza militare e navale americana su Okinawa, cresciuto in particolare dopo alcuni casi di violenza sessuale commessi da militari e tecnici americani. La violenza più nota avvenne il 4 settembre 1995, quando il marinaio Marcus Gill della US Navy e due fanti di marina degli Stati Uniti, Rodrico Harp e Kendrick Ledet, provenienti da Camp Hansen, base USA in Okinawa, rapirono e violentarono una bambina giapponese dodicenne. I tre furono arrestati, giudicati, condannati e incarcerati per questo crimine.
Nel 2006 i governi giapponese ed americano hanno firmato un accordo per riorganizzare la presenza USA, riducendo una delle basi di Okinawa, quella di Futenma, e di trasferirla in parte alla baia di Henoko. Da quel momento è iniziata una lunga serie di incomprensioni con una clamorosa dimostrazione di protesta nel maggio 2010 con la partecipazione di migliaia di isolani. Il premier nipponico Hatoyama è stato successivamente costretto alle dimissioni, poiché in campagna elettorale aveva promesso rapporti diversi con Washington per Okinawa.
L'ostracismo della popolazione e del governo locale verso gli americani si manifesta in varie azioni pratiche che rendono difficile la vita quotidiana degli americani fuori dalle basi militari, ad esempio l'attribuzione alle automobili guidate dai suddetti di targhe speciali e facilmente riconoscibili, cosa che li rende oggetto di attenzione quasi vessatoria da parte della polizia locale.

### Terremoto del 2010
Nel febbraio del 2010 un terremoto di scala 7,0 Richter ha colpito l'isola.

## Popolazione
Assieme a quella sarda, statisticamente la popolazione dell'isola di Okinawa è la più longeva del mondo e fa parte delle zone blu. Alcuni medici ritengono che l'invidiabile tasso di longevità a Okinawa sia dovuto alla combinazione di una dieta sana e limitata (abbondanza di riso e soia, molto pesce crudo), di uno stile di vita e di un basso livello di inquinamento, oltre alle favorevoli caratteristiche genetiche degli abitanti. L'introduzione di una dieta di tipo americano (ricca di carni rosse, grassi saturi e fritture), a causa dei molti fast food e ristoranti di carne nei pressi delle basi americane, sta riducendo la durata e la qualità della vita dei giapponesi che vi si adeguano.

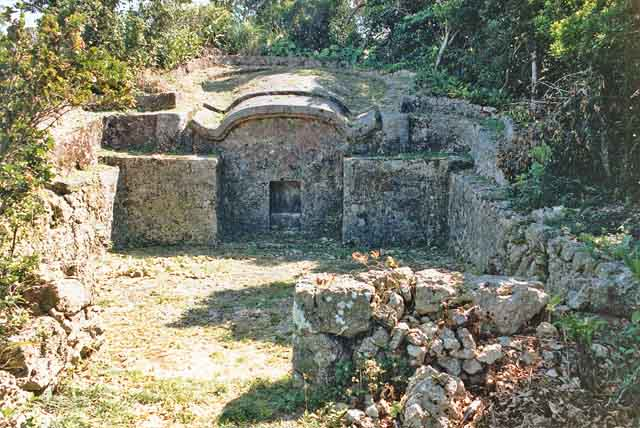
Tomba "dorso di tartaruga", Kamekoubaka.

## Installazioni militari statunitensi
- Kadena Air Base
- Marine Corps Base Camp Smedley D. Butler
  - Marine Corps Air Station Futenma
  - Camp Courtney
  - Camp Foster
  - Camp Hansen
  - Camp Kinser
  - Camp Mctureous
  - Camp Schwab
  - Northern Training Area
- Naha Military Port
- Naval Facility White Beach
- Naval Hospital, Okinawa

## Amministrazione

### Gemellaggi
- Dili (Timor Est)